# Grevíl·lea

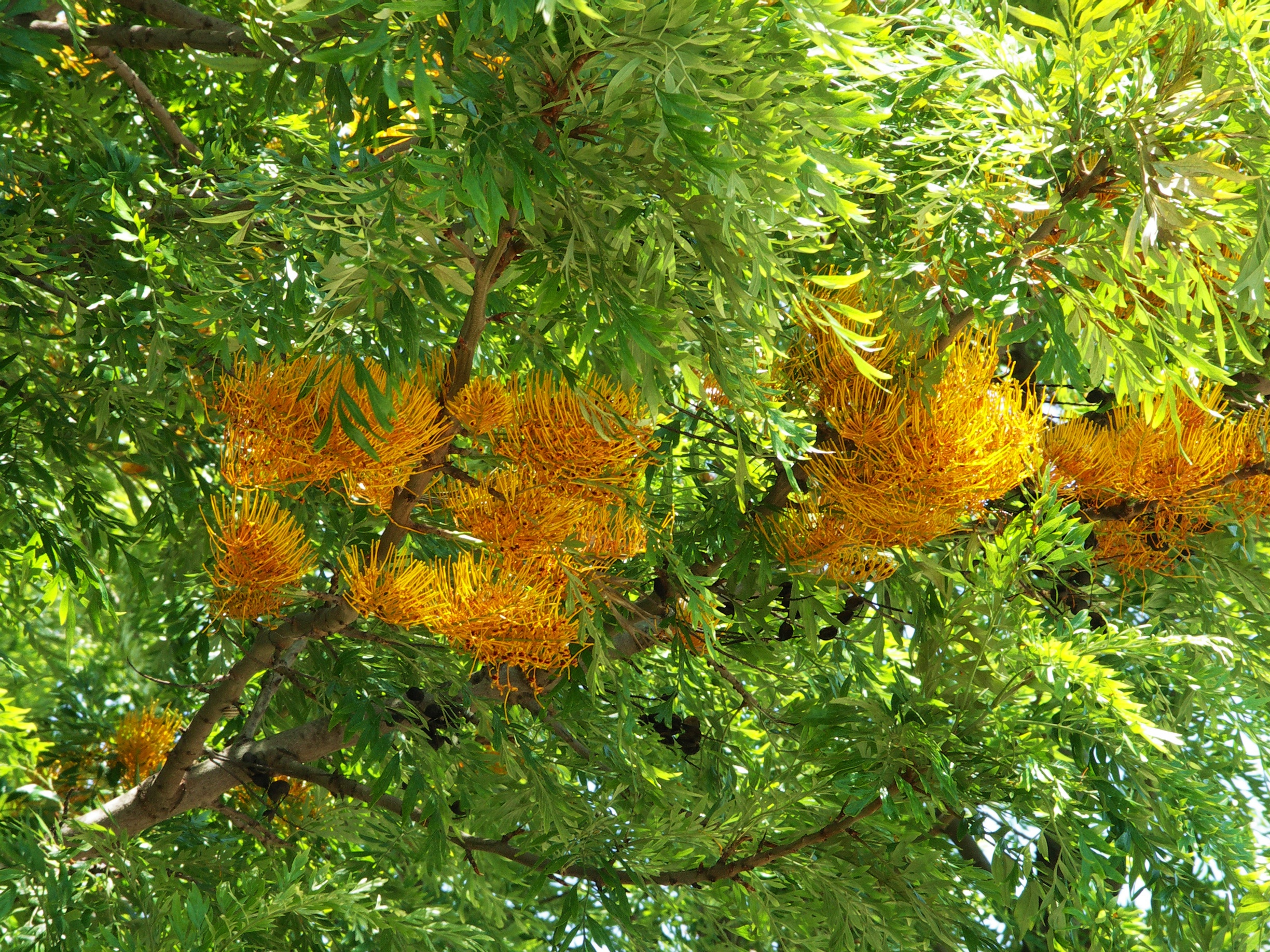
Fulles i flors

La grevíl·lea o roure sedós (Grevillea robusta) és una espècie angiosperma de la família de les proteàcies (Proteaceae). És l'espècie més gran del seu gènere i no està emparentada, amb els roures de l'hemisferi nord (Quercus). És nativa de la costa est d'Austràlia, i el seu hàbitat natural són les riberes, i els hàbitats subtropicals i secs de selva pluvial. Es reprodueix vigorosament en climes humits. Fora del seu hàbitat se sol utilitzar com a ornamental.

## Noms comuns
- Català: grevíl·lea o roure sedós.[1]
- Castellà: grevillea robusta, roble sedoso, roble australiano, roble plateado, árbol de fuego, pino de oro o gravilia.
- Anglès: silky oak, southern silky oak, silk oak, silver oak o australian silver oak.

En anglès, el nom comú de silky oak (roure sedós) l'hi és donat pel color rosat pàl·lid de la seua fusta, la qual s'utilitza en la construcció de mobles, armaris, portes, finestres i fins i tot instruments musicals.

## Descripció detallada
Arbre de creixement ràpid que pot assolir uns 8-45 m d'alçària i fins a uns 0,9 m de diàmetre a l'alçada humana. Les branques són angulars i acanalades, subsedoses cap a tomentoses o poc amples, aviat es tornen glabres en el creixement més avançat.
Fulles ascendents, peciolades, de 10-34 cm de llarg i 9-15 cm d'amplada, pinnades a bipinnades amb (11-) 15-24 (-31) pinnatífides a pinnatisectes pinnades d'1-10,5 cm, pínnules simples o ocasionalment 2-a-4-fid, lòbuls finals estretament oblongs-el·líptics a estretament subtriangulars o ocasionalment oblong-ovats o sublineals, de 0,5-5 cm de llarg, 0,2-1,0 cm d'ample; base estretament cuneada a recta, pecíols d'1,5-6,5 cm de llarg, subsedosos a tomentosos; àpex i àpex dels lòbuls estretament aguts a acuminats; marge curt i lleugerament recorbat; superfície superior glabra o amb pèls dispersos aprimats a ascendents; superfície inferior o amb un indument obert de pèls ascendents febles, o ocasionalment tomentosos; venació de la superfície superior poc visible però generalment amb una vena mitjana evident i nombroses venes laterals, venació de la superfície inferior amb una vena mitjana prominent i algunes venes posteriors; textura cartàcia.
Inflorescències terminals, erectes, simples a 4 ramificades des de prop de la base, de 12-15,5 cm de llarg; branques i inflorescències simples secundàries, centrípetes; peduncles de 0,5-2 cm de llarg, tomentosos; raquis glabres o amb un indument poc compactat prop de la base; bràctees no vistes; orientació floral paral·lela, amb les sutures adaxials; pedicels estesos, (7,5-) 12-16 mm de llarg, glabres; tor oblic a c. 30º-45° (-60º), 1,3-1,8 mm de diàmetre; periant estretament i obliquament oblong-ovoide per sota de la corba, c. 1,6 mm de diàmetre, glabre per dins i per fora; extremitat ovoide o ocasionalment ovoide, de 2,2-2,5 mm de llarg, c. 2 mm de diàmetre; tèpals dorsals c. 12,0-12,7 mm de llarg; nectari parcialment tancat dins dels tors, en forma d'U a semianular, 07-1,4 mm d'alçada, que s'estén 0,4-0,8 mm per sobre de la vora, 0,1-0,2 mm de gruix al nivell de la vora, marge desigual i finament crenulat; pistil de 21,5-28,5 mm de llarg, glabre; estípit de 2,3-4,5 mm de llarg; ovari el·líptic a lleugerament ovoide, de 1,2-1,8 mm de llarg, no sobrepassant molt el diàmetre de l'estil, òvuls units a c. el punt mitjà entre les posicions basal i medial; presentador de pol·len un con oblic més o menys erecte, de 1,1-1,3 mm de llarg, 0,7-1,0 mm d'alçada, la seva base és obliqua a c. 30º-45°. La seua floració té lloc durant la primavera.
Fruits posteriorment oblics a perpendiculars al pedicel, obliquament el·líptics i lenticulars, 12,5-15,5 mm de llarg, 10-10,5 mm d'ample, c 7,5 mm de gruix, estils persistents; superfície glabra, col·liculosa suau; pericarpi de 03-0,4 mm de diàmetre a la sutura, 0,4-0,5 mm de gruix a la cara central, c. 0,5 mm de gruix a la cara dorsal, textura crustaci.
Llavors primes, planes, ovades-el·líptiques, (13-) 14-16 (-19) mm de llarg, 8-10 mm d'ample, 0,8-0,9 de gruix, amb una ala pàl·lida, feble i amb una textura semblant al paper. 1,5 mm d'ample, que es desenvolupa al voltant d'un cos central de llavor marró i ovat, de 8-10 mm de llarg i 4-6 mm d'ample, llavors es dispersen pel vent.

## Hàbitat i ecologia
A la seua distribució autòctona, G. robusta es troba habitualment en rodals petits i discontinus al llarg de les ribes de rius i rieres, normalment a menys de 30 m de la vora de l'aigua, en zones amb fertilitat i disponibilitat d'aigua generalment de moderada a bona. G. robusta és vulnerable al foc i, per tant, està exclosa dels boscos i praderies d'eucaliptus propensos a incendis que ocupen gran part de la seva distribució natural. Els hàbitats envaïts per aquesta espècie a Sud-àfrica inclouen les vores dels boscos, els boscos costaners, els llocs alterats, la sabana i les zones de ribera (Henderson, 2001). És molt popular en sistemes agroforestals i sovint es planta per donar ombra a les plantacions de te i cafè (Harwood et al., 1997).

## Distribució i origen. Parentals (híbrids)
La grevíl·lea és originària del nord de Nova Gal·les del Sud i del sud de Queensland, Austràlia, on es troba des de la costa est fins a l'oest fins a les muntanyes de Bunya, uns 160 km terra endins. La distribució nord-sud de l'espècie és d'uns 470 km, des dels rius Guy Fawkes i Orara (afluents del riu Clarence a Nova Gal·les del Sud) fins al nord de Gympie. Es troba a una àmplia gamma d'altituds des del nivell del mar fins al cim de les muntanyes a 1120 m a les muntanyes de Bunya. Fora de la seua distribució nativa, aquesta espècie es pot trobar naturalitzada a l'Àsia tropical, Àfrica, Amèrica i les Índies Occidentals.
Els exemplars de les muntanyes Bunya tenen fulles més finament dividides que altres exemplars, amb alguna divisió de tercer ordre i lòbuls finals ben arrodonits de fins a uns 25 cm de llarg, en comparació amb els oblongs. Tenen lòbuls el·líptics o triangulars a sublineals de 5 cm de llarg en altres llocs.
Distribució exemplars introduïts a Europa:
- Introduït: Xipre
- Cultivat: Portugal i Illes Canàries
- Cultivat i naturalitzat: Madeira i Espanya

No s'han publicat registres d'híbrids entre G. robusta i altres espècies de Grevillea. Els estudis d'isoenzim de poblacions naturals i races locals van establir que l'espècie té un nivell moderat d'heterozigositat al·lozimàtica a les poblacions naturals. La diversitat genètica de les poblacions individuals va variar poc i no semblava estar relacionada amb les seues característiques ecològiques (bosc de vinya d'araucària o tipus d'hàbitat fluvial) ni amb les seues ubicacions geogràfiques.

## Potencial invasor
El roure sedós ha estat declarat "planta invasora" a parts de Nova Gal·les del Sud i Victòria, on creix fora del seu rang de distribució nativa. També es consideren una planta invasiva a Hawaii i Sud-àfrica. Tanmateix, aquesta espècie està disminuint en el seu hàbitat natural de selva tropical humida.
El risc d'introducció d'aquest arbre és de moderat a alt. Aquesta espècie s'ha plantat àmpliament a les regions càlides temperades, subtropicals i tropicals del món i és un productor prolífic de llavors. Es comporta com una planta adventícia en pastures més seques, zones alterades i boscos, i es pot trobar naturalitzada principalment en zones properes al cultiu.

## Fitoquímica i farmacologia
A la Xina, les fulles s'utilitzen per tractar talls i arrapades.

## Toxicitat
El roure sedós deixa caure molta brossa de fulles i fruites (Gilman i Watson, 1993). Les seves fulles produeixen una substància al·lelopàtica que inhibeix l'establiment i el desenvolupament de les espècies autòctones. G. robusta també provoca canvis en els patrons de cicle dels nutrients (ISSG, 2015).
Smith (1998) informa d'efectes al·lelopàtics que restringeixen el creixement d'altres plantes, inclosos altres individus de G. robusta. Webb et al. (1967) van considerar que un compost autoal·lelopàtic associat a les arrels vives de G. robusta era responsable del mal funcionament de les plantacions a Austràlia. El bon creixement de moltes plantacions i boscos d'èxit a l'Àfrica suggereix que en la majoria de les plantacions aquest efecte és menor, si és que està present. Henderson (2001) va considerar G. robusta com un potencial transformador d'hàbitats.
El roure sedós té productes químics a les fulles i la fusta que poden provocar reaccions al·lèrgiques en algunes persones.
Les grevíl·lees, literalment, degoten nèctar, per al delit dels ocells i abelles autòctones. Els aborígens gaudien del nèctar dolç directament de la planta o barrejat amb aigua, l'aigua de piruleta original. Però has de saber quines espècies tastar ja que algunes, inclosa l'alzina sedosa, contenen cianur d'hidrogen que et podria emmalaltir. Com altres grevíl·lees, el roure sedós també conté tridecil resorcinol, que provoca una reacció al·lèrgica que condueix a dermatitis de contacte. La substància química és similar a la de l'heura metzinosa. Per tant, quan treballeu amb roures sedosos, us recomanem que utilitzeu guants, màscara facial, ulleres protectores (o protector facial) i roba de màniga llarga. També es recomana rentar-se les mans i dutxar-se al final del dia.

## Usos
Ús agrícola
A l'estranger, la fusta d'alzina sedosa encara es cultiva àmpliament, en plantacions de fusta i com a paravents
El roure sedós (Grevillea robusta) és probablement més àmpliament cultivat en granges més africanes que australianes. Introduït juntament amb altres espècies d'arbres australians per a la conservació del sòl, la producció de llenya i l'ombra, s'ha vist Silky Oak creixent bé a tot Kenya, tant a les zones de pluja alta com a mitjana. Els agricultors locals es van sentir atrets per la seva facilitat de propagació i la manca de competència amb els cultius alimentaris. Actualment s'utilitza habitualment per ombrejar les plantacions de cafè i te i com a arbre límit per marcar les parcel·les de la granja. Tot i que els agricultors kenyans van utilitzar la fusta per a la construcció en brut i el combustible, no va ser fins que el govern de Kenya va introduir recentment les prohibicions de tala de boscos autòctons que es va apreciar plenament el seu potencial com a espècie de fusta d'alta qualitat.
Ús paisatgístic
Presenta una impressionant i inequívoca floració primaveral daurada, proporciona a l'arbre una aparent aspecte de brillantor. D'una esvelta silueta cònica i branques corbades en direcció a l'àpex i grans fulles bipinnades de color verd fosc. Sovint floreix al mateix temps que les jacarandes i els delònix creant un efecte d'arc de Sant Martí en el paisatge urbà. Solen ser arbres de carrer, però generalment creixen massa grans per a aquest propòsit i el seu fort desenvolupament de les arrels superficials pot alterar la pavimentació. Arran això, no és estranys veure exemplars en parcs i places on poden desenvolupar-se completament. Les plantes en test són excel·lents per a la decoració d'interiors i s'utilitzen àmpliament per a aquest propòsit en regions humides.

## Propagació
El roure sedós es pot cultivar fàcilment a partir de llavors. Necessitarà protecció contra el bestiar i les plagues mentre sigui jove i requereix tant de poda correctiva com de tija per aconseguir un tronc recte net. El meu enfocament és podar qualsevol branca de la tija que tingui més de 2 cm de diàmetre fins al punt de la meva longitud de tronc prevista (uns 6 metres). A continuació, faig un seguiment podant totes les branques de la tija per sota d'un punt on el diàmetre és de 8 cm. Aquesta combinació garanteix que l'arbre creixi una sola tija recta amb nusos confinats al nucli central deixant una fusta neta i d'alt valor sense nusos al tronc.
Podar durant l'hivern cada any fins a aconseguir un tronc clar d'almenys 5 metres. Qualsevol arbre individual que no obtingui la qualificació s'elimina. G. robi té una propensió a produir brots epicòrmics a la tija podada. Es tracta de branques noves que emergeixen del tronc com a resposta a la reducció de la zona de copa després de la poda. Els trec l'hivern següent amb una serra de pal.
Contenidor: àmpliament cultivat en contenidors mitjans i grans com a planta de fullatge de curta durada per a ús interior. Utilitzeu una barreja de sorra, lleugerament àcida, ben drenada i mantinguda humida però no humida, i fertilitza a la primavera i l'estiu.

## Cultiu
Poda i tasques de manteniment: Alguns exemplars de roure sedós poden ser una mica esquitxats en la seva forma de dosser. Es poden beneficiar enormement d'una mica de poda formativa quan són joves, i potser d'alguna poda estructural d'un bon arboricultor a mesura que envelleixen. Una mica d'atenció en el moment adequat serà àmpliament recompensat amb un arbre segur i d'aspecte magnífic que pugui viure 150 anys o més.
Sense manteniment un cop establert. Regar i regar regularment fins que la planta s'estableixi, normalment 12 setmanes. S'alimenta amb un fertilitzant natiu d'alliberament lent quan es formen els brots; les grevíl·lees poden ser sensibles al fòsfor, de manera que la proporció P del fertilitzant ha de ser inferior al 3%. Resistent a la sequera i resistent a les gelades un cop ha desenvolupat un tronc llenyós.
Reg: tolerant la sequera un cop establert
Gelades: moderadament tolerant a les gelades 25F (-4C)
Sòl: sòls ben drenats a poc drenats
És propens a danys pel vent
Els arbres madurs en zones de poca pluja sovint se'ls hi trenca l'eix apical.
Les plantes són tolerants al smog fins a cert punt, però una gran contaminació perjudica el creixement
pH tolerat: 5,3-7

## Plagues i malalties més freqüents
A les terres baixes tropicals humides i altres regions amb alta humitat, G. robusta és vulnerable a l'atac de malalties fúngiques com Botryosphaeria dothidea a Guatemala (Schieber i Zentmeyer, 1978) i Corticium salmonicolor [Erythricium salmonicolor] a Karnataka, Índia (Nayar, 1978). 1987). Fongs patògens com Amphichaeta grevilleae [Seimatosporium grevilleae] (Loos, 1950; Venkataramani, 1954), Cercospora sp. (Chiddawar, 1956) i Phyllosticta sp. (Rao, 1961) s'ha observat que causen danys considerables a les fulles i tiges de les plantes joves a Sri Lanka. En entorns de terres baixes del Carib, G. robusta és severament atacada per l'insecte coca Asterolecanium pustulans (Martorell, 1940), cosa que impedeix efectivament el seu ús allà. L'atac dels tèrmits pot ser un problema quan l'espècie es planta en llocs secs a l'Àfrica.
Es cultiva amb freqüència a la costa nord-est d'Espanya, on pateix clorosi en sòls alcalins. Potser adequat per a moltes altres zones mediterrànies.

## Informació complementària (simbologia, mitologia, història, curiositats, etc.)
La paraula "robusta" fa referència al fet que la fusta és forta com el roure real. La fusta acabada de partir té una textura sedosa i un patró i un color clar que s'assembla al roure anglès, d'aquí el nom comú de "roure sedós".
En algunes ciutats de la Xina s'han plantat roures sedosos al costat de les carreteres amb gran èxit. L'arbre també ha guanyat el premi al mèrit del jardí de la Royal Horticultural Society pel seu rendiment en el creixement en condicions del Regne Unit. Això només us mostra com la mala herba d'una persona és el tresor d'una altra.

## Exemplars notables als Països Catalans
El roure sedós del Jardí dels Drets Humans a Barcelona, Catalunya.

## Tàxons infraespecífics i cultivars
Les espècies de proteàcies com G. x gaudichaudii i G. laurifolia s'empelten a plàntules de G.robusta de 2-3 m.

## Sinonímia científica
Sinònims: Grevillea venusta A. Cunn. ex Meisn., Stylurus robustus A. Cunn. O. Deg.; Nom bengalí: rupasi),